# Acidente do Antonov An-24 da ASA Pesada em 2000
O acidente do Antonov An-24 da ASA Pesada em 2000 ocorreu em 15 de novembro de 2000, quando um Antonov An-24 registrado como D2-FCG operado pelo avião angolano ASA Pesada caiu pouco depois de decolar do aeroporto Quatro de Fevereiro, na capital de Angola, Luanda. A aeronave transportava 52 passageiros e 5 tripulantes e seguia para o Aeroporto Yuri Gagarin, na província do Namibe, em Angola. Todas as 57 pessoas a bordo morreram no acidente.
O acidente foi o terceiro acidente de avião mais mortal em Angola, o segundo acidente de avião mais mortal envolvendo um Antonov An-24 e o segundo acidente de avião a ocorrer no país em pouco menos de 3 semanas. No dia 31 de outubro, outro Antonov An-24 transportando 49 pessoas operadas pela ACA-Ancargo Air caiu na parte norte do país, matando todas as 49 pessoas a bordo com rebeldes da UNITA que afirmavam ter derrubado o avião.

## Voo e queda
A aeronave decolou do Aeroporto Quatro de Fevereiro de Luanda para o Aeroporto de Namibe, a cerca de 675 km ao sul da capital. O avião pretendia levar uma equipa de futebol portuguesa para uma digressão pelo país. Pouco depois da descolagem, o avião virou para a esquerda e caiu num campo do distrito de Golfe II, em Luanda. A aeronave explodiu com o impacto. A equipe de busca e resgate não encontrou sobreviventes no local do acidente. Todos os 57 passageiros e tripulações a bordo morreram. As autoridades retiraram 40 corpos gravemente queimados do local do acidente, incluindo mulheres e crianças.

## Investigação
Uma investigação foi aberta sobre o acidente. Muitas testemunhas oculares afirmaram que durante o acidente, o Antonov An-24 estava em chamas. As caixas pretas foram recuperadas pelos investigadores. O ministro dos Transportes, André Luis Brandão, afirmou que a falha técnica foi a causa mais provável do acidente. De acordo com os resultados de uma investigação preliminar, o acidente foi causado por falha de motor; o relatório também acusou o ASA Pesada de negligência por não manter registros precisos da quantidade de combustível e do número de passageiros a bordo.

## Rescaldo
As autoridades angolanas aterraram imediatamente todos os Antonov An-24 do país por tempo indeterminado devido ao acidente. Antes da queda, o avião do Antonov estava proibido de voar no país, pois outro Antonov havia caído em Angola no dia 31 de outubro, matando 49 pessoas no norte do país. Mesmo sendo proibido pelo país, os Antonov ainda podiam voar na costa. Uma declaração da Autoridade Nacional de Aviação Civil disse que nenhum dos aviões teria permissão para voar em serviços civis. A Força Aérea Nacional de Angola foi isenta da proibição, mas os seus aviões não podiam transportar civis.